# Katerynopil (huyện)
Huyện Katerynopil (tiếng Ukraina: Катеринопільський район, chuyển tự: Katerynopils’kyi raion) là một huyện của tỉnh Cherkasy thuộc Ukraina. Huyện Katerynopil có diện tích 672 km², dân số theo điều tra dân số ngày 5 tháng 12 năm 2001 là 28905 người với mật độ 43 người/km2. Trung tâm huyện nằm ở Katerynopil.